# Hermann Benner
Hermann Kurt Benner (* 6. April 1935 in Karlsruhe) ist ein Berufsbildungsforscher und Berufspädagoge, der von 1971 bis 1997 am Bundesinstitut für Berufsbildung in dem Bereich Ausbildungsordnungsforschung tätig war und auch zu diesem Forschungsgebiet publizierte.

## Lebensweg und Studium
Hermann Benner wurde 1935 als siebentes Kind der Eheleute Hermann und Johanna Benner in Karlsruhe geboren. Nach seiner Schulausbildung absolvierte er von 1951 bis 1954 in Karlsruhe eine Lehre im Goldschmiedehandwerk. Bereits während der Ausbildung und seiner Tätigkeit als Goldschmied bereitete sich Benner auf die Schulfremdenprüfung (Reifeprüfung eines Gymnasiums) vor und begann nach seiner erfolgreich absolvierten Hochschulzugangsprüfung ein Studium am Pädagogischen Institut Karlsruhe (heute: Pädagogische Hochschule Karlsruhe). Das Studium schloss Benner mit der Prüfung für das Lehramt an Volksschulen am 18. März 1959 erfolgreich ab.
Von 1959 bis 1961 war Benner Hauptlehrer an einer Volksschule in Mannheim und qualifizierte sich zugleich im Rahmen einer Weiterbildung am Städtischen Institut für Erziehung und Unterricht Mannheim zum Schuljugendberater.
An der Berufspädagogischen Hochschule Stuttgart absolvierte Benner von 1962 bis 1963 ein Studium zum Lehramt an gewerblichen Berufsschulen. Nach dem Staatsexamen am 2. Oktober 1963 folgten bis 1971 Lehrertätigkeiten an der Goldschmiedeschule Pforzheim und an der Staatlichen Zeichenakademie Hanau, zuletzt als Studiendirektor. Ein nebenberufliches Studium der Berufspädagogik, Angewandten Psychologie und Wirtschaftspolitik an der Technischen Hochschule Darmstadt beendete Benner am 14. Oktober 1970 mit dem akademischen Grad Magister Artium.
Am 17. März 1976 promovierte Benner an der Technischen Universität Berlin über das Thema „Der Ausbildungsberuf als berufspädagogisches und bildungsökonomisches Problem“. In seiner Dissertation untersuchte Benner wesentliche Aspekte der Ausbildungsberufe, die in der Bundesrepublik Deutschland in vielfältiger Weise ins Wissenschafts-, Bildungs-, Wirtschafts-, Gesellschafts- und Rechtssystem eingebunden sind. Mit dieser Arbeit zeigte Benner Möglichkeiten und Rahmenbedingungen der „Berufsfachkunde“ für die Entwicklung staatlich anerkannter Ausbildungsberufen auf.

## Wirken am Bundesinstitut für Berufsbildung
Kurz nach der Gründung des Bundesinstituts für Berufsbildungsforschung (BBF), als Vorgängerinstitution des heutigen Bundesinstituts für Berufsbildung (BIBB), nahm Benner 1971 in diesem Institut seine Tätigkeit im Bereich der Ausbildungsordnungsforschung auf und war dort bis 1997 in unterschiedlichen leitenden Positionen aktiv.
Mit dem Berufsbildungsgesetz (BBiG) von 1969 erhielt das in Deutschland bestehende und sich historisch entwickelte duale System der Berufsausbildung erstmals eine gesetzliche Grundlage. Auf dieser Basis mussten die betrieblich zu vermittelnden Qualifikationen der staatlich anerkannten Ausbildungsberufe in Ausbildungsordnungen so festgelegt werden, dass sie einerseits von Ausbildungsbetrieben vermittelt werden können und andererseits zu vielfältigen Berufstätigkeiten auf Fachkräfteniveau im Beschäftigungssystem befähigen. Die Ausbildungsordnungen selbst werden vom zuständigen Fachministerium des Bundes als Rechtsverordnung erlassen und im Bundesgesetzblatt veröffentlicht.
Die sachlich-inhaltliche Entwicklung und Vorbereitung der Ausbildungsordnungen erfolgte unter Benners Leitung durch fachspezifisch qualifizierte Mitarbeiterinnen und Mitarbeiter der Berufsfachkunde und Ausbildungsordnungsforschung, die unter anderem anerkannte sozialwissenschaftliche Methoden nutzten und den Sachverstand von Berufsbildungsexperten aus Fachorganisationen und Gewerkschaften einbezogen. So leitete Benner beispielsweise von 1979 bis 1982 das Forschungsprojekt Neuordnung der Metall- und Elektroberufe; es folgte anschließend die Umsetzung der Forschungsergebnisse in die Ausbildungspraxis.
Während Benners Forschungstätigkeit wurden die Neuordnung und Modernisierung des größten Teil der staatlich anerkannten Ausbildungsberufe abgeschlossen, sodass ca. 90 Prozent der Auszubildenden nach aktuellen Vorgaben des BBiG ausgebildet werden konnten.
Im Hinblick auf den einheitlichen berufspädagogischen Bildungsauftrag des dualen Ausbildungssystems sind Ausbildungsordnungen für die betriebliche Berufsausbildung mit den Rahmenlehrplänen der Ständigen Konferenz der Kultusminister der Länder der Bundesrepublik Deutschland für den ausbildungsbegleitenden Berufsschulunterricht abzustimmen, was ebenfalls im Rahmen der Ausbildungsforschung in Benners Arbeitsbereich wahrgenommen wurde.

## Publikationen (Auswahl)
- Beiträge zum Wörterbuch Berufs- und Wirtschaftspädagogik, hrsg. von Franz-Josef Kaiser, Verlag Günter Pätzold, Julius Klinkhardt, Bad Heilbronn 2006, ISBN 3-7815-0912-5
- mit Hermann Schmidt: Entwicklung neuer Ausbildungsberufe, in: Von der Meisterschaft zur Bildungswanderschaft – Berufliche Bildung auf dem Weg in das Jahr 2000, hrsg. von Wolfgang Wittwer, Verlag Bertelsmann, Bielefeld 1996, ISBN 3-7639-0049-7
- Kritische Würdigung von Vorschlägen zu neuen Ausbildungsberufen, in: Neue Qualifizierung- und Beschäftigungsfelder, Hrsg.: Bundesinstitut für Berufsbildung (Der Generalsekretär), Verlag W. Bertelsmann, Bielefeld 1996, ISBN 3-7639-0705-X
- Zur Neuordnung der Ausbildungsberufe im Berufsfeld Wirtschaft und Verwaltung, in: Computer und Berufsbildung, Hrsg. Adolf Kell und Heinrich Schanz, Holland & Josenhans Verlag, 1994, ISBN 3-7782-9550-0
- mit Friedhelm Püttmann: 20 Jahre Gemeinsames Ergebnisprotokoll. Eine kritische Darstellung des Verfahrens zur Abstimmung von Ausbildungsordnungen und Rahmenlehrplänen für die Berufsausbildung in anerkannten Ausbildungsberufen aus Bundes- und Ländersicht. Hrsg. vom Bundesministerium für Bildung und Wissenschaft (BMBW), Bonn 1992
- Zur Berufsschulkonzeption Friedrich Rücklins, in: Gründerjahre der Berufsschule / 2. Berufspädagogisch-historischer Kongress, Hrsg.: Bundesinstitut für Berufsbildung (Der Generalsekretär), Berlin, Bonn 1990, ISBN 3-88555-405-4
- Beiträge zu Rolf Arnold: Betriebspädagogik in nationaler und internationaler Perspektive. Hrsg. von Antonius Lipsmeier, Nomos, Baden-Baden 1989. ISBN 978-3-7890-1841-1
- mit Klaus Pampus: Berufsbezogene Curriculumreform. Reflexionen über Erträge und Desiderate eines pädagogischen Innovationsansatzes im Bereich der betrieblichen Berufsbildung, in: Zeitschrift für Pädagogik, Jg. 34, Heft 6,  Nov. 1988
- mit Hermann Schmidt: Der Beitrag der Berufsbildungsforschung zur Konsensfindung von Arbeitgebern und Gewerkschaften bei der Neuordnung von Ausbildungsberufen, in: Arbeit-, Berufs- und Wirtschaftspädagogik im Übergang, hrsg. von Rudolf Lassahn und Birgit Ofenbach, Verlag Peter Lang, Frankfurt/Main, Bern, New York, 1986, ISBN 3-8204-9654-8
- Zum Problem der Entwicklung betrieblicher Ausbildungsordnungen und ihrer Abstimmung mit schulischen Rahmenlehrplänen, in: Schule und Berufsausbildung, hrsg. von  Walter Georg, W. Bertelsmann Verlag KG, Bielefeld, 1984, Verlags-Nr.: 60 01 146 62
- Ordnung der staatlich anerkannten Ausbildungsberufe. Hrsg. vom Bundesinstitut für Berufsbildung, Berlin 1982 ISBN 978-3-88555-167-6, [2. Aufl. 1996 ISBN 3-7639-0545-6]
- Abgrenzung von Berufsgruppen bzw. Berufsfeldern im Hinblick auf die Berufsausbildung auf Facharbeiter-/Fachangestelltenebene in der EG. [Studie]; erstellt im Auftrag des Hrsg.: Europäisches Zentrum für die Förderung der Berufsbildung (CEDEFOP), Luxemburg, 1981
  - Französische Ausgabe: Délimitation des groupes ou champs professionnels dans l'optice de la formation professionnelle des ouvriers/employés qualifiés au sein de la Communauté Européenne. 1982
- Hilfen zur Umsetzung von Ausbildungsordnungen in die betriebliche Praxis. Beiträge zur Didaktik der betrieblichen Berufsausbildung. Hrsg. vom Bundesinstitut für Berufsbildung, Berlin 1979. ISBN 978-3-88555-019-8
- Der Ausbildungsberuf als berufspädagogisches und bildungsökonomisches Problem. [zugl. Diss. TU Berlin v. 1976]; Schroedel, Hannover 1977. ISBN 978-3-507-91853-5
- Zum Problem der beruflichen Flexibilität von Ausbildungsberufen, in: Beiträge zur Arbeitsmarkt- und Berufsforschung, 30 (3), hrsg. von Dieter Mertens, Manfred Kaiser, Nürnberg, 1978
- Curriculummodelle für die Ausbildung in technisch-gewerblichen Berufen, in: Berufsbildung und Beschäftigung – Probleme und Lösungsansätze in Ost und West, Schriften zur Berufsbildungsforschung, Band 45, Hermann Schroedel Verlag KG Hannover, 1977, ISBN 3-507-91854-4
- Das berufliche Curriculum : eine Betrachtung unter dem Aspekt vergleichender Pädagogik, in: Die berufsbildende Schule : Zeitschrift des Bundesverbandes der Lehrerinnen und Lehrer an Berufsbildenden Schulen (BLBS), 1974, Heft 6
- Berufsausbildung im Spannungsfeld sozial- und standespolitischer Interessen, in: Recht der Jugend und des Bildungswesens, Zeitschrift für Schule, Berufsbildung und Jugenderziehung, 1973, Heft 4